# Urho Castrén
Urho Jonas Castrén (30 de diciembre de 1886 - 8 de marzo de 1965) fue un abogado y político finlandés. Era miembro del partido de coalición nacional. Castrén trabajó en su vida profesional en diferentes cargos de justicia. Fue canciller de justicia de Finlandia de 1928 a 1929, presidente del tribunal supremo administrativo de Finlandia de 1929 a 1956 y ministro de justicia de Finlandia. También fue primer ministro de Finlandia, desde septiembre de 1944 hasta noviembre de 1944.
| Predecesor: Antti Hackzell | Primer ministro de Finlandia 1944 | Sucesor: Juho Kusti Paasikivi |

- Datos: Q1371055
- Multimedia: Urho Castrén / Q1371055